# نیکولا لوفرانسوا
نیکولا لوفرانسوا (فرانسوی: Nicolas Lefrançois‎؛ زادهٔ ۲۷ آوریل ۱۹۸۷ ‏(۳۷ سال)) دوچرخه‌سوار اهل فرانسه است.
از باشگاه‌هایی که در آن رکاب زده‌است می‌توان به تیم دوچرخه‌سواری نووو نوردیسک اشاره کرد.